# Марван Мосен
Марван Мосен Фахми Тарват Гамалелдин Махмуд Фехми (арап. مروان محسن فهمي ثروت‎‎‎‎, романизовано Marwan Mohsen Fahmy Tharwat Gamaleldin Mahmoud Fahmy; Каиро, 26. фебруар 1989) професионални је египатски фудбалер који игра на позицији нападача.
Током каријере играо је за два највећа египатска клуба, Исмаили и Ал Ахли, а са клубом из Каира освојио је титулу националног првака у сезони 2016/17. Једну сезону је играо у португалској Примеири за екипу Жил Висентеа из Барселоса, али без неког значајнијег успеха.
За сениорску репрезентацију Египта игра од 2011, а највећи успех остварио је на Купу афричких нација 2017. у Габону када је освојена сребрна медаља. Играо је и за олимпијску репрезентацију на Летњим олимпијским играма 2012. у Лондону. За репрезентацију је наступио и на Светском првенству 2018. у Русији. Дебитантску утакмицу на светским првенствима одиграо је у првом колу групе А против Уругваја 15. јуна, одиграо је 63' утакмице када га је на терену заменио Кахраба.